# Guanagazapa
Guanagazapa – miasto w południowej Gwatemali, w departamencie Escuintla, 25 km na południowy wschód od stolicy departamentu miasta Escuintla. Miasto leży w podnóża gór Sierra Madre de Chiapas. Według danych szacunkowych w 2012 roku liczba ludności miasta wyniosła 4070 mieszkańców.

## Gmina Guanagazapa
Jest siedzibą władz gminy o tej samej nazwie, która w 2012 roku liczyła 17 390 mieszkańców. Gmina jak na warunki Gwatemali jest średniej wielkości, a jej powierzchnia obejmuje 220 km².